# أكيهيسأ سونوبي
أكيهيسأ سونوبي (باليابانية: 園部 晃久) (16 ديسمبر 1964 في طوكيو في اليابان – )؛ هو لاعب كرة قدم سابق كان يلعب كحارس مرمى.

## وصلات خارجية
- أكيهيسأ سونوبي على موقع عالم كرة القدم.نت (الإنجليزية)